# 真山仁
真山 仁（まやま じん、1962年7月4日 - ）は、日本の小説家。経済小説 『ハゲタカ』シリーズの著者として知られる。

## 来歴・人物
大阪府堺市出身。新金岡で育ち、当時（この当時の堺市長であった竹山修身と対談時の2016年）「堺で過ごした幼少期の頃の体験が強く影響」としている。
児童会の役員を務めていた小学6年生のとき、小学校の「夏休み中は午前11時まで外出するな」というルールがおかしい、と感じて担任教諭に直訴する。「既存のルールを変えたかった」が、級友からは「政治家になれ」と言われ、自身の「表からも裏からもニュートラルな立場でモノを見る強み」に気付く。
「世の中を変えるため」政治家へ進む道を考えるが、世の中を変えるまでの影響力を持つためには派閥を作り国会の過半数を取る必要があるため弁護士の道も考えたが、法廷で勝っても社会は変えにくい。そこで「たった一人の人間が社会に向けて『世の中がおかしい』と物申せる職業は何か」と考えた結果、小6で選んだ道が小説家だった。
小説家になるため、3日に1冊のペースで小説を読みあさり、桃山学院高等学校2年の夏休みに原稿用紙550枚の作品を江戸川乱歩賞に応募。大学受験を控えた高3も小説を書いてばかりいたが「社会に対する違和感を訴えるツールとして小説がある」信念を貫き、「ジャッカルの日のフレデリック・フォーサイスのような、日本にはなかったポリティカル・フィクションという具体的な目標もできた」。
同志社大学法学部政治学科卒業後、1987年中部読売新聞（現在の読売新聞中部支社）入社。岐阜支局記者として勤務し、1990年退職しフリーライターとなる。1995年1月17日の兵庫県南部地震（阪神・淡路大震災）で被災。震源に近い神戸市垂水区の7階建てマンションの1階に住んでおり、震災の早朝は徹夜で執筆を終え就寝の直後で、圧死を覚悟した。この時の気持ちを真山は「諦観がよぎるとともに、天井を冷静に凝視し、とても腹が立った」。「（小説家を目指して）必死で生きてきたのに、こんな災害で殺すのか、と」と述べている。この体験がライフワークとして震災を書く原点となり、東日本大震災後の被災地を舞台にした『雨に泣いてる』執筆につながった。
2003年（、生命保険会社の破綻危機を描いた『連鎖破綻 ダブルギアリング』で作家デビューした。当時のペンネーム「香住 究」（かずみ きわむ）は、大手生命保険会社で商品開発室課長を務めた人物との共同筆名で、後に刊行された文庫版では「真山仁・香住究の共著」という表記に変更された。翌年、単著としてハゲタカファンドを扱った小説、『ハゲタカ』を、「真山 仁」名義で出版し、経済小説の新鋭として注目される。2012年『コラプティオ』で第2回山田風太郎賞候補、第146回直木賞候補。2014年、『グリード』で第35回吉川英治文学新人賞候補。

## 作品リスト

### 小説

#### 「ハゲタカ」シリーズ
- 『ハゲタカ』 上、ダイヤモンド社、2004年12月。ISBN 4-478-93048-1。
- 『ハゲタカ』 下、ダイヤモンド社、2004年12月。ISBN 4-478-93061-9。
  - 『ハゲタカ』 上、講談社〈講談社文庫〉、2006年3月15日。ISBN 4-06-275352-9。
  - 『ハゲタカ』 下、講談社〈講談社文庫〉、2006年3月15日。ISBN 4-06-275353-7。
  - 『ハゲタカ』 上（新装版）、講談社〈講談社文庫 ま54-8〉、2013年9月13日。ISBN 978-4-06-277652-3。
  - 『ハゲタカ』 下（新装版）、講談社〈講談社文庫 ま54-9〉、2013年9月13日。ISBN 978-4-06-277653-0。
- 『バイアウト』 上、講談社〈講談社biz〉、2006年4月20日。ISBN 4-06-282008-0。
- 『バイアウト』 下、講談社〈講談社biz〉、2006年4月20日。ISBN 4-06-282009-9。
  - 『ハゲタカII』 上、講談社〈講談社文庫〉、2007年3月15日。ISBN 978-4-06-275687-7。 - 『バイアウト』（2006年刊）の改題。
  - 『ハゲタカII』 下、講談社〈講談社文庫〉、2007年3月15日。ISBN 978-4-06-275689-1。 - 『バイアウト』（2006年刊）の改題。
  - 『ハゲタカII』 上（新装版）、講談社〈講談社文庫 ま54-10〉、2013年10月16日。ISBN 978-4-06-277671-4。
  - 『ハゲタカII』 下（新装版）、講談社〈講談社文庫 ま54-11〉、2013年10月16日。ISBN 978-4-06-277672-1。
- 『レッドゾーン』 上、講談社、2009年4月23日。ISBN 978-4-06-215433-8。 - 初出：『小説現代』連載。
- 『レッドゾーン』 下、講談社、2009年4月23日。ISBN 978-4-06-215434-5。
  - 『レッドゾーン』 上、講談社〈講談社文庫 ま54-6〉、2011年6月15日。ISBN 978-4-06-276992-1。
  - 『レッドゾーン』 下、講談社〈講談社文庫 ま54-7〉、2011年6月15日。ISBN 978-4-06-276993-8。
- 『グリード』 上、講談社、2013年10月29日。ISBN 978-4-06-218464-9。 - 初出：『週刊ダイヤモンド』連載。
- 『グリード』 下、講談社、2013年10月29日。ISBN 978-4-06-218651-3。
  - 【改題】『ハゲタカIV グリード』 上、講談社〈講談社文庫〉、2015年6月12日。ISBN 978-4062930772。
  - 【改題】『ハゲタカIV グリード』 下、講談社〈講談社文庫〉、2015年6月12日。ISBN 978-4062930789。
- 『ハゲタカ外伝 スパイラル』ダイヤモンド社、2015年7月3日。ISBN 978-4-478-02937-4。
  - 【改題】『ハゲタカ4.5 スパイラル』講談社〈講談社文庫〉、2018年9月14日、ISBN 978-4-06-512971-5
- 『ハゲタカ2.5 ハーディ』 上、講談社〈講談社文庫〉、2017年11月15日。ISBN 978-4-06-293807-5。
- 『ハゲタカ2.5 ハーディ』 下、講談社〈講談社文庫〉、2017年11月15日。ISBN 978-4-06-293804-4。
- 『シンドローム』 上、講談社、2018年8月3日。ISBN 978-4-06-512706-3。 - 初出：『週刊ダイヤモンド』連載。
- 『シンドローム』 下、講談社、2018年8月3日。ISBN 978-4-06-512705-6。

#### 冨永検事シリーズ
- 『売国』文藝春秋、2014年10月30日。ISBN 978-4-16-390142-8。
  - 『売国』 文春文庫〈ま33-2〉、2016年9月2日、ISBN 978-4-16-790694-8
- 『標的』 文藝春秋、2017年6月29日、ISBN 978-4-16-390667-6
  - 『標的』 文春文庫、2019年12月10日、ISBN 978-4-16-791396-0
- 『墜落』文藝春秋、2022年6月30日、ISBN 978-4-16-391554-8

#### 震災三部作
- 『そして、星の輝く夜がくる』講談社、2014年3月6日。ISBN 978-4-06-218812-8。
  - 『そして、星の輝く夜がくる』講談社文庫 2015年12月15日、ISBN 978-4-06-293044-4
- 『海は見えるか』幻冬舎、2016年2月25日、ISBN 978-4-34-402894-4
  - 『海は見えるか』幻冬舎文庫、2018年4月10日、ISBN 978-4-34-442729-7
- 『それでも、陽は昇る』祥伝社、2021年2月9日、ISBN 978-4-39-663604-3
  - 『それでも、陽は昇る』祥伝社文庫、2023年1月13日、ISBN 978-4-39-634860-1

#### 当確師シリーズ
- 『当確師』 中央公論新社、2015年12月19日、ISBN 978-4-12-004795-4
  - 『当確師』中公文庫、2018年12月21日、ISBN 978-4-12-206663-2
- 『当確師 十二歳の革命』 中央公論新社、2020年12月21日、ISBN 978-4-12-005365-8
  - 『当確師 十二歳の革命』 光文社文庫、2022年5月11日、ISBN 978-4-33-479366-1

#### シリーズ以外
- 香住究『ダブルギアリング 連鎖破綻』ダイヤモンド社、2003年8月。ISBN 4-47-893042-2。 - 「香住究」名義。
  - 真山仁、香住究 共著『ダブルギアリング 連鎖破綻』KADOKAWA〈角川文庫 ま29-2〉、2014年12月25日。ISBN 978-4-04-101764-7。 - 『連鎖破綻』（ダイヤモンド社2003年刊）の改題。
- 『虚像の砦』角川書店、2005年6月30日。ISBN 4-04-873625-6。
  - 『虚像の砦』講談社〈講談社文庫〉、2007年12月14日。ISBN 978-4-06-275925-0。
- 『マグマ 小説国際エネルギー戦争』朝日新聞社、2006年2月7日。ISBN 4-02-250161-8。
  - 『マグマ』朝日新聞社〈朝日文庫〉、2008年3月7日。ISBN 978-4-02-261565-7。
  - 『マグマ』角川書店（出版） 角川グループパブリッシング（発売）〈角川文庫 15843〉、2009年8月25日。ISBN 978-4-04-394309-8。
- 『ベイジン』 上、東洋経済新報社、2008年7月18日。ISBN 978-4-49-206147-3。
- 『ベイジン』 下、東洋経済新報社、2008年7月18日。ISBN 978-4-49-206148-0。
  - 『ベイジン』 上、幻冬舎〈幻冬舎文庫 ま-18-1〉、2010年4月6日。ISBN 978-4-34-441468-6。 - 真山 (2008b)の修正。
  - 『ベイジン』 下、幻冬舎〈幻冬舎文庫 ま-18-2〉、2010年4月6日。ISBN 978-4-34-441469-3。 - 真山 (2008c)の修正。
- 『プライド』新潮社、2010年3月。ISBN 978-4-10-323321-3。
  - 『プライド』新潮社〈新潮文庫 ま-39-1〉、2012年9月1日。ISBN 978-4-10-139051-2。 - 真山 (2010a)に「歴史的瞬間」を併録。
- 『コラプティオ』文藝春秋、2011年7月30日。ISBN 978-4-16-380690-7。
  - 『コラプティオ』文藝春秋〈文春文庫 ま33-1〉、2014年1月10日。ISBN 978-4-16-790002-1。
- 『黙示』新潮社、2013年2月22日。ISBN 978-4-10-323322-0。
- 『雨に泣いてる』幻冬舎、2015年1月29日。ISBN 978-4-34-402703-9。
- 『海は見えるか』 幻冬舎、2016年2月25日、ISBN 978-4-34-402894-4
- 『みんなの怪盗ルパン』 ポプラ社、2016年3月8日、ISBN 978-4-59-114942-3 「ルパンの正義」所収
- 『バラ色の未来』光文社、2017年2月17日。ISBN 978-4-33-491145-4。
- 『オペレーションZ』新潮社、2017年10月20日。ISBN 978-4-10-323323-7。
- 『トリガー』上、角川書店、2019年8月30日。ISBN 978-4-04-105496-3
- 『トリガー』下、角川書店、2019年8月30日、ISBN 978-4-04-105499-4
  - 『トリガー』上、角川文庫、2021年3月24日、ISBN 978-4-04-109425-9
  - 『トリガー』下、角川文庫、2021年3月24日、ISBN 978-4-04-109426-6
- 『神域』上、毎日新聞出版 2020年2月29日、ISBN 978-4-62-010847-6
- 『神域』下、毎日新聞出版 2020年2月29日、ISBN 978-4-62-010848-3
  - 『神域』文藝春秋社〈文春文庫〉、2022年10月5日、ISBN 978-4-16-791941-2 合本
- 『プリンス』PHP研究所、2021年5月29日、ISBN 978-4-56-984938-6
- 『レインメーカー』幻冬舎、2021年10月27日、ISBN 978-4-34-403866-0
- 『タングル』小学館、2022年11月18日、ISBN 978-4-09-386660-6

### ノンフィクション
- 横溝正史、真山仁『真山仁が語る横溝正史（せいし） 私のこだわり人物伝』角川書店（出版） 角川グループパブリッシング（発売）〈角川文庫 16369〉、2010年7月24日。ISBN 978-4-04-394369-2。 - タイトル：真山仁が語る横溝正史。
- 『地熱が日本を救う』角川学芸出版（出版） 角川グループパブリッシング（発売）〈角川oneテーマ21 C-242〉、2013年3月。ISBN 978-4-04-653419-4。 - 文献あり。
- 『ロッキード』文藝春秋 2021年1月10日。ISBN 978-4-16-391303-2
- 『プレス 素晴らしきニッポンの肖像』角川文庫、2021年12月21日、ISBN 978-4041120552

### 原案
- 『ハゲタカ TV版』 「日本を買い叩け!」編、林宏司 脚本、国天俊治 ノベライズ、真山仁 原案、主婦と生活社、2009年5月22日。ISBN 978-4-391-13792-7。
- 『ハゲタカ TV版』 「再生へのバイアウト」編、林宏司 脚本、国天俊治 ノベライズ、真山仁 原案、主婦と生活社、2009年5月29日。ISBN 978-4-391-13793-4。

## 映像化作品

### テレビドラマ
- ハゲタカ（2007年2月17日 - 3月24日、全6話、NHK「土曜ドラマ」で放送、主演：大森南朋）
- ハゲタカ（2018年7月19日 - 9月6日、全8話、テレビ朝日「木曜ドラマ」で放送、主演：綾野剛）[10]
- マグマ（2012年6月10日 - 7月8日、全5話、WOWOW「連続ドラマW」で放送、主演：尾野真千子）
- 巨悪は眠らせない 特捜検事の逆襲（2016年10月5日、テレビ東京スペシャルドラマ、主演：玉木宏、原作『売国』）[11][12]
- 巨悪は眠らせない 特捜検事の標的（2017年10月4日、テレビ東京スペシャルドラマ、主演：玉木宏、原作『標的』）[13]
- スパイラル〜町工場の奇跡〜（2019年4月15日 - 6月3日、テレビ東京 「ドラマBiz」で放送、主演：玉木宏、原作『ハゲタカ4.5 スパイラル』）[14]
- オペレーションZ〜日本破滅、待ったなし〜（2020年3月15日 - 4月19日、WOWOW「連続ドラマW」で放送、主演：草刈正雄、原作『オペレーションZ』）[15]
- 当確師（2020年12月27日、テレビ朝日ドラマスペシャル、主演：香川照之、原作：当確師）

### 映画
- ハゲタカ（2009年6月6日公開、NHK「土曜ドラマ」の映画化、配給：東宝、監督：大友啓史、主演：大森南朋）

## 出演

### テレビドラマ
- 巨悪は眠らせない 特捜検事の逆襲（2016年10月5日、テレビ東京） - 裁判長 役[12]

### その他
- ルソンの壺（2017年4月 - 2020年3月、NHK大阪放送局） - コメンテーター
- 英雄たちの選択（2016年10月13日 - 、NHK BSプレミアム） - コメンテーター

## リンク
- 真山 仁 - JIN MAYAMA Official Home Page - - 公式サイト
- 真山仁 (@mayamajin) - X（旧Twitter）
- 真山仁事務所 (@office_mayama) - X（旧Twitter）
- 真山仁 (people/真山仁/100074563489377) - Facebook
- 真山仁（office MAYAMA JIN） (真山仁office-MAYAMA-JIN-314927728536537) - Facebook